# Langlaufen op de Paralympische Winterspelen 1992
De Ve Paralympische Winterspelen werden in 1992 gehouden in Tignes, Frankrijk. Dit was de eerste keer dat de Paralympische Winterspelen in hetzelfde land werden gehouden als de Olympische Winterspelen.
Onder de naam Gezamenlijk team kwamen diverse voormalige Sovjet-Republieken uit tijdens de Paralympische Spelen en voerden de olympische vlag.

## Mannen
| Rank | Land | Tijd    |
| ---- | ---- | ------- |
| 1    | NOR  | 24:21.6 |
| 2    | FIN  | 24:28.0 |
| 3    | SUI  | 26:33.9 |

| Rank | Land | Tijd    |
| ---- | ---- | ------- |
| 1    | GOS  | 47:27.8 |
| 2    | GER  | 51:08.0 |
| 3    | FRA  | 53:44.0 |

| Rank | Land | Tijd      |
| ---- | ---- | --------- |
| 1    | NOR  | 1:03:44.4 |
| 2    | GER  | 1:06:00.8 |
| 3    | POL  | 1:11:33.9 |

### 5 km
| Klasse    |         | land | Goud                | land | Zilver          | land | Brons                    |
| --------- | ------- | ---- | ------------------- | ---- | --------------- | ---- | ------------------------ |
| LW2,4     | 14:57.3 | NOR  | Svein Tore Fauskrud | NOR  | Svein Lilleberg | NOR  | Aage Joensberg           |
| LW3,5/7,9 | 17:17.6 | POL  | Jan Kolodziej       | NOR  | Terje Gruer     | ESP  | Miguel Angel Perez Tello |
| LW6/8     | 16:12.7 | FRA  | Jean-Yves Arvier    | FIN  | Jouko Grip      | POL  | Andrzej Pietrzyk         |
| LW10      | 17:00.6 | USA  | Jeff Pagels         | GER  | Klaus Kleiser   | AUT  | Oliver Anthofer          |
| LW11      | 15:00.0 | FIN  | Kari Joki-Erkkila   | FIN  | Teuvo Ojala     | NOR  | Knut Lundstroem          |

### 10 km
| Klasse |         | land | Goud                 | land | Zilver              | land | Brons         |
| ------ | ------- | ---- | -------------------- | ---- | ------------------- | ---- | ------------- |
| B1     | 34:36.5 | GOS  | Kupchinski           | GOS  | Bogdanov            | FRA  | Luc Sabatier  |
| B2     | 27:37.2 | GER  | Frank Hoefle         | GOS  | Vladimir Kolesnikov | GOS  | Seleznev      |
| B3     | 29:59.0 | GOS  | Nikolai Ilioutchenko | GER  | Alexander Schwarz   | USA  | Robert Walsh  |
| LW10   | 31:07.2 | USA  | Jeff Pagels          | AUT  | Oliver Anthofer     | GER  | Klaus Kleiser |
| LW11   | 27:40.6 | FIN  | Kari Joki-Erkkila    | NOR  | Knut Lundstroem     | FIN  | Teuvo Ojala   |

### 20 km
| Klasse    |           | land | Goud        | land | Zilver         | land | Brons                |
| --------- | --------- | ---- | ----------- | ---- | -------------- | ---- | -------------------- |
| LW2,4     | 53:15.8   | FRA  | Andre Favre | NOR  | Aage Joensberg | FIN  | Kalervo Pieksaemaeki |
| LW3,5/7,9 | 1:02:31.8 | POL  | Marcin Kos  | GER  | Axel Hecker    | POL  | Jan Kolodziej        |

### 30 km
| Klasse |           | land | Goud                 | land | Zilver              | land | Brons             |
| ------ | --------- | ---- | -------------------- | ---- | ------------------- | ---- | ----------------- |
| B1     | 1:36:44.9 | GOS  | Kupchinski           | GOS  | Bogdanov            | FRA  | Luc Sabatier      |
| B2     | 1:18:42.5 | GER  | Frank Hoefle         | GOS  | Vladimir Kolesnikov | GOS  | Seleznev          |
| B3     | 1:25:41.7 | GOS  | Nikolai Ilioutchenko | GOS  | Sergei Lozhkin      | GOS  | Andrei Venediktov |

## Vrouwen

### 2,5 km
| Klasse  |        | land | Goud               | land | Zilver        | land | Brons           |
| ------- | ------ | ---- | ------------------ | ---- | ------------- | ---- | --------------- |
| LW10-11 | 8:44.7 | NOR  | Ragnhild Myklebust | GER  | Barbara Maier | ITA  | Dorothea Agetle |

### 5 km
| Klasse  |         | land | Goud               | land | Zilver           | land | Brons           |
| ------- | ------- | ---- | ------------------ | ---- | ---------------- | ---- | --------------- |
| B1      | 21:00.7 | GOS  | Nazarenko          | TCH  | Pavla Valnickova | FIN  | Kirsti Pennanen |
| B2-3    | 18:28.4 | GOS  | Elesina            | GOS  | Chirkova         | AUT  | Renata Hoenisch |
| LW2-9   | 18:40.8 | FIN  | Tanja Tervonen     | NOR  | Siw Vestengen    | AUT  | Gisela Danzl    |
| LW10-11 | 16:12.2 | NOR  | Ragnhild Myklebust | GER  | Barbara Maier    | ITA  | Dorothea Agetle |

### 10 km
| Klasse |         | land | Goud            | land | Zilver       | land | Brons            |
| ------ | ------- | ---- | --------------- | ---- | ------------ | ---- | ---------------- |
| B1     | 59:04.5 | GOS  | Lubov Paninykii | GOS  | Nazarenko    | TCH  | Pavla Valnickova |
| B2-3   | 52:20.7 | GOS  | Chirkova        | GOS  | Elesina      | FIN  | Kaija Tuikkanen  |
| LW2-9  | 43:46.0 | FIN  | Tanja Tervonen  | SUI  | Theres Huser | NOR  | Siw Vestengen    |

## Uitslagen Nederlandse deelnemers
| Plaats | Afstand       | Categorie | Naam          | Tijd/Punten    |
| ------ | ------------- | --------- | ------------- | -------------- |
| 8      | Vrouwen 5 km  | B1        | Tineke Hekman | 33:01.9        |
|        | Vrouwen 10 km | B1        | Tineke Hekman | Niet Gefinisht |
| 15     | Mannen 10 km  | B2        | Jan Visser    | 40:45.4        |
| 15     | Mannen 30 km  | B2        | Jan Visser    | 1:55:52.7      |

## Deelnemende landen Langlaufen 1992
- NOR
- FIN
- SUI
- AUT
- GER
- FRA
- ITA
- GOS
- GBR
- POL
- USA
- CAN
- ESP
- DEN
- TCH
- NED
- EST

Alpineskiën · Biatlon · Langlaufen
1976 · 1980 · 1984 · 1988 · 1992 · 1994 · 1998 · 2002 · 2006 · 2010 · 2014